# Vladimir Pokatajev
Vladimir Ivanovič Pokatajev (1944 – 1993) byl sovětský zápasník–judista ruské národnosti.

## Sportovní kariéra
Začínal se sambem Saratově pod vedením Nikolaje Perepjolkina. V polovině šedesátých let přešel na nový olympijský sport judo a krátce na to se přesunul do Leningradu. V sovětské reprezentaci startoval ve střední váze do 80 kg a od roku 1968 ve vyšší polotěžké váze do 93 kg. Do olympijského roku 1972 však formu neudržel a nebyl nominován na olympijské hry v Mnichově. Sportovní kariéru ukončil v polovině sedmdesátých let. Jeho další činnost není dobře známá. Jeho jméno se objevuje ve spojitosti s leningradským/moskevským podsvětím. Není však zřejmé, zdali stál na straně tajných služeb nebo mafie. Údajně zemřel v roce 1993.

## Výsledky
| Turnaj             | 1966    | 1967    | 1968           | 1969           | 1970           | 1971           |
| Turnaj             | 22      | 23      | 24             | 25             | 26             | 27             |
| Turnaj             | střední | střední | polotěžká váha | polotěžká váha | polotěžká váha | polotěžká váha |
| ------------------ | ------- | ------- | -------------- | -------------- | -------------- | -------------- |
| Mistrovství světa  |         | úč.     |                | 3.             |                | úč.            |
| Mistrovství Evropy | 2.      | 1.      | ?              | 2.             | 1.             | 2.             |